# Juris Silovs
Pour les articles homonymes, voir Silovs.
Juris Silovs (né le 30 août 1950 à Krāslava et mort le 28 septembre 2018) est un athlète letton qui a concouru pour l'Union soviétique, notamment sur 100 m et sur le relais 4 × 100 m. Il s'entraînait au VSS Varpa à Riga.

## Biographie
Lors des Jeux olympiques de Munich en 1972, il remporte la médaille d'argent avec le relais soviétique (avec notamment Valeriy Borzov). Lors des Jeux suivants à Montréal, il remporte la médaille de bronze, avec Aleksandr Aksinin, Nikolay Kolesnikov et Valeriy Borzov.
Il termine 4e du 100 m, en 10 s 35, à égalité de temps avec le médaillé, lors des Championnats d'Europe de 1974.
Son meilleur temps sur 60 m (en salle) était de 6 s 65.

### Palmarès
| Date | Compétition           | Lieu     | Résultat | Épreuve   | Performance |
| ---- | --------------------- | -------- | -------- | --------- | ----------- |
| 1972 | Jeux olympiques       | Munich   | 2e       | 4 × 100 m | 38 s 50     |
| 1973 | Universiade           | Moscou   | 1er      | 100 m     | 10 s 37     |
| 1974 | Championnats d'Europe | Rome     | 4e       | 100 m     | 10 s 35     |
| 1974 | Championnats d'Europe | Rome     | 4e       | 4 × 100 m | 39 s 03     |
| 1975 | Universiade           | Rome     | 1er      | 4 × 100 m | 39 s 80     |
| 1976 | Jeux olympiques       | Montréal | 3e       | 4 × 100 m | 38 s 78     |
| 1977 | Universiade           | Sofia    | 1er      | 4 × 100 m | 38 s 75     |